# 李正源袭警事件
李正源袭警事件，是指发生于2012年10月13日山西太原的一起警察袭警事件。
袭击者李正源为山西省公安厅副厅长李亚力之子，其在10月13日早晨醉驾越野车违反交通规则，被交警拦截。李正源因不满交警处罚，殴打值班交警夏坤。事后交警总队集体隐瞒并作伪证；事发后李亚力利用职权打击值班民警。2012年12月，李亚力被停职调查。

## 相关
- 河北大学“10·16”交通肇事案